# Ян Решке

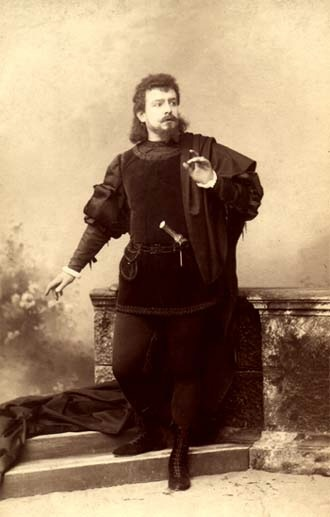
Ян Решке в ролі Ромео

Ян Мечислав Решке (пол. Jan Mieczysław Reszke; також Жан де Решке 14 січня 1850, Варшава — 3 квітня 1925, Ніцца) — польський співак (баритон). Спочатку виконував баритональні партії, проте світову славу здобув як виконавець партій tenore di forza (драматичного тенора). Найвідоміший, найбільший виконавець чоловічих партій кінця XIX століття.

## Біографія
Навчався в Варшаві, Мілані й Парижі. Дебютував 1874 року в Венеції в баритональній партії Альфонса в опері Фаворитка Гаетано Доніцетті.
Від 1876 року виступав у Парижі. 1979 року дебютував як тенор в головній ролі в опері Роберт-диявол Джакомо Мейєрбера на сцені Мадридської опери. 1 березня 1884 року на запрошення Жуля Массне для участі в постановці його опери Hérodiade в Парижі, разом із сестрою Джозефіною і братом Едвардом.
1884 року Ян Решке став першим співаком Паризької опери, ставши кумиром Парижан. Часто співав разом зі своїм братом, зокрема влітку 1887 в Лондоні та взимку 1890/1891 в Санкт-Петербурзі, де цар Олександр III схвалив його шляхетство.
У 1888-1900 регулярно працював з лондонським Royal Opera House, де виступив понад 300 разів.
У 1891-1901 співав у Метрополітен-опера в Нью-Йорку і концертних залах Бостона й Чикаго. На сезон 1892/1893 Ян Решке повернувся до Європи, в травні 1893 року виступив у Варшаві опери. Наприкінці 1893 року знову з'явився в Метрополітен-опера — на сцені в Нью-Йорку і на гастролях дав у цілому 339 концертів (11 сезонів).
На початку 1900-х покинув сцену й відкрив у Парижі школу співу, що 1918 року переїхала до Ніцци. Його вокальних порад слухали навіть такі уславлені артисти, як Аделіна Патті, Неллі Мелба і Лео Слезак.
Ян Решке купив заміський маєток у Скшидлові біля Ченстохови, він розводив там скакових коней.
Помер Ян Решке 3 квітня 1925, був похований на цвинтарі Монпарнас у Парижі.

## Виноски
1. 1 2  Bibliothèque nationale de France BNF: платформа відкритих даних — 2011.
2. 1 2  SNAC — 2010.
3. 1 2  Archivio Storico Ricordi — 1808.
4. ↑  Find a Grave — 1996.
5. ↑  http://www.historicopera.com/xsingers/singersm1.htm
6. ↑  Rice, Abbey Conley // American Biographical Archive
7. 1 2 3  Cantabile Subito - de Reszke Family. Процитовано 4 грудня 2012.
8. 1 2 3 4  Encyclopædia Britannica, wyd. 1911
9. ↑  Frank E. Miller, The Voice: Its Production, Care, s. 125
10. ↑  The Musical monitor and world — Volume 3, s. 72
11. ↑  Dan H. Marek, Singing: The First Art, s. 120
12. ↑  Anthony Frisell,Art of Singing, s. 47
13. ↑  Anthony Frisell, The Baritone Voice: A Personal Guide to Aquiring a Superior Singing Technique, s. 134
14. ↑  Belcanto Society. Процитовано 4 грудня 2012.
15. ↑  voice-talk.net – Jean de Reszke. Процитовано 4 грудня 2012.
16. ↑  archive.org – The Operatic Age of Jean de Reszke • Forty Years of Opera 1874-1914. Процитовано 4 грудня 2012.
17. ↑  Greatest operatic tenor of the past century, „Time”, 01.01.1940. Процитовано 4 грудня 2012.
18. ↑  findagrave – Jean de Reszke. Процитовано 4 грудня 2012.